# Бенгальський конус виносу

Бенгальська затока

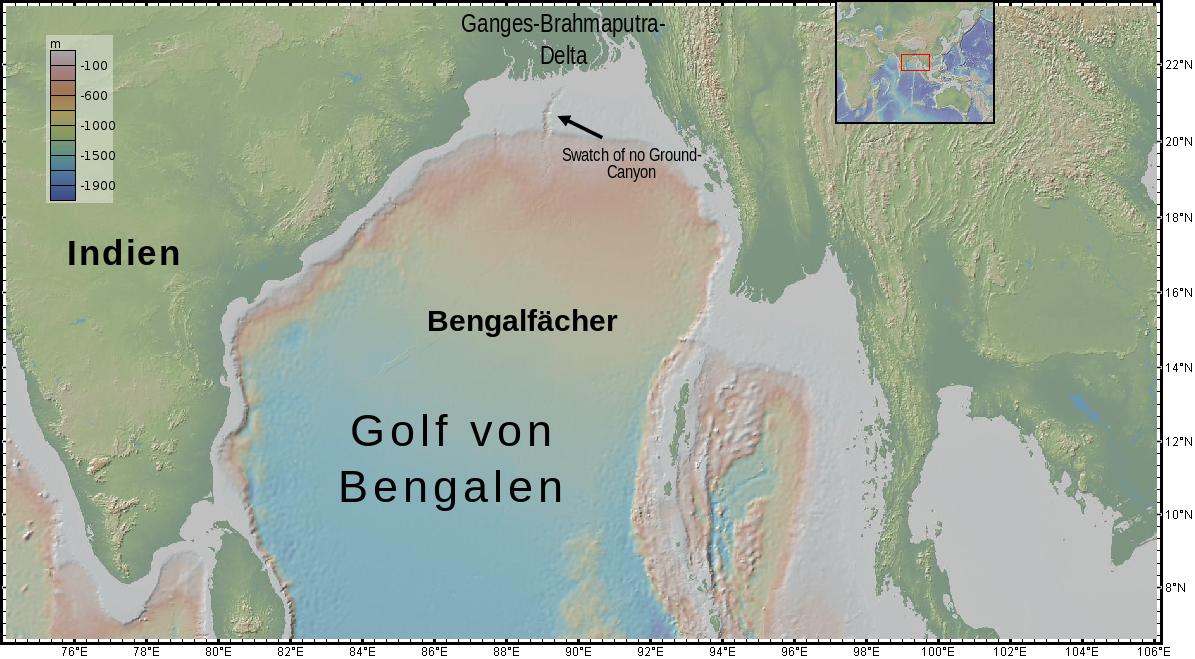
Бенгальський конус виносу створює дно у Бенгальській затоці, яка тягнеться від дельти Ганга до Індійського океану, на півночі видно "Каньйон без землі" („Swatch of No Ground“).

Бенгальський конус виносу, також відомий як Гангзький конус виносу, є найбільшим підводним конусом виносу на Землі. Він має довжину близько 3 000 км, максимальну ширину 1430 км та максимальну товщину відкладів 16,5 км.

## Опис
Конус виник внаслідок підняття та ерозії Гімалаїв і Тибетського плато, спричинених зіткненням між Індостанською та Євразійською плитами. Більшу частину осаду приносять річки Ганг та Брахмапутра, що забезпечують дельту Нижньої Меґхні у Бангладеші та дельту Хуґлі в Західному Бенгалі (Індія). Кілька інших великих річок у Бангладеші та Індії вносять менший вклад. Мулисті потоки транспортували осад низкою підводних каньйонів, деякі з яких перевищують 2 414 км у довжину, доки осади остаточно не утворювали відклади у Бенгальській затоці на відстані до 30 градусів широти від місця, де вони почали свій рух. Сьогодні найдавніші відклади, видобуті з Бенгальського конуса, відносяться до раннього міоцену. Їх мінералогічні та геохімічні характеристики дозволяють визначити їх гімалайське походження та продемонструвати, що Гімалаї вже були великим гірським масивом 20 мільйонів років тому.
Конус виносу повністю закриває дно половини Бенгальської затоки. На заході його обмежує континентальний схил Східної Індії, на півночі — материковий схил Бангладеш і на сході — північна частина Сундського жолоба поблизу берегів М'янми і Андаманських островів. Його акреційна призма пов'язана з субдукцією Індо-Австралійської плити під Сундську плиту і продовжується вздовж західної сторони хребта Найнті Іст. Зі східної сторони хребта Найнті Іст розташований Нікобарський конус виносу, інший рукав Бенгальського конуса,  відірваний від основної частини підняттям дна внаслідок субдукції плит.
Вперше Бенгальський конус виносу був ідентифікований батиметричним обстеженням у шістдесятих роках 20 ст. Брюсом С. Хізеном та Марі Тарп, які ідентифікували абіссальний конус виносу та структури каньйону. Він був окреслений і названий Джозефом Керреєм і Девідом Муром після геолого-геофізичного дослідження 1968 р.
Глибоководний каньйон під назвою «Канал без землі» (Swatch of no Ground) розташований на південь від Національного парку Сундарбан та острова Дублар Чар. У цій місцевості розміщені важливі хабітати для китоподібних, включаючи види, що перебувають під загрозою зникнення, такі як різні дельфіни, Іравадійські дельфіни та кити Брайда (див. Сундарбан (національний парк)).

## Подальше читання
- Bastia, Rabi; Suman Das; M. Radhakrishna (October 2010). Pre- and post-collisional depositional history in the upper and middle Bengal fan and evaluation of deepwater reservoir potential along the northeast Continental Margin of India. Marine and Petroleum Geology. 27 (10): 2051—2061. doi:10.1016/j.marpetgeo.2010.04.007.
- Subrahmanyam, V.; K. S. Krishna; M. V. Ramana; K. S. R. Murthy (2008). Marine geophysical investigations across the submarine canyon (Swatch-of-No-Ground), northern Bay of Bengal. Current Science. Indian Academy of Sciences. 94 (4): 507—513.